# Aeroportul Internațional Hohhot Baita
Aeroportul Internațional Hohhot Baita (în chineză: 呼和浩特/白塔) (IATA: HET, ICAO: ZBHH) este un aeroport din Mongolia Interioară, Republica Populară Chineză ce deservește zona Hohhot. Aeroportul a fost tranzitat în 2023 de 11.304.646 de pasageri.
A fost deschis în 1 octombrie 1958 și numit după zona deservită.
Situat la o altitudine de 1.084 m, aeroportul dispune de 1 pistă. Este operat de Civil Aviation Administration of China⁠(d).

## Infrastructură

### Piste
Aeroportul dispune de o singură pistă. Pista are orientarea 08/26.